# Jakub z Sienna
Jakub z Sienna herbu Dębno (ur. 1413 w Siennie, zm. 4 października 1480 w Łowiczu) – biskup krakowski w latach 1461-1463, biskup włocławski od 1464-1472, następnie arcybiskup gnieźnieński i prymas Polski od 1473.

## Życiorys
Syn Dobiesława na Oleśnicy herbu Dębno (zm. 1440) wojewody sandomierskiego i Katarzyny Oleśnickiej, córki Dymitra z Goraja. Bratanek kardynała Zbigniewa Oleśnickiego.
Braćmi jego byli: Jan, Dymitr, Mikołaj, Paweł i Andrzej.
Studiował prawo i teologię w Rzymie. Od 1435 był kanonikiem krakowskim, pełnił funkcję sekretarza króla Władysława Warneńczyka, następnie króla Kazimierza Jagiellończyka. Wysyłany w misjach dyplomatycznych w 1442 na Węgry, a w 1448 do Rzymu. Po śmierci kardynała Zbigniewa Oleśnickiego w 1455 wybrany został administratorem diecezji krakowskiej. W 1459 reprezentował króla na kongresie w Mantui, gdzie omawiano kwestię zorganizowania ewentualnej krucjaty antytureckiej.
24 listopada 1460 papież Pius II wbrew woli króla Kazimierza Jagiellończyka mianował Jakuba z Sienna biskupem krakowskim, a kapituła krakowska wybrała na to stanowisko Jana Lutkowicza. Kandydatem króla był natomiast  Jan Gruszczyński. Nowy biskup przyjął sakrę 31 maja 1461 na zamku w Pińczowie. Konflikt z królem narastał w związku z czym papież Pius II bullą z 2 czerwca 1461 obłożył klątwą wszystkich uniemożliwiających objęcie biskupstwa (w tym i króla) przez Jakuba z Sienna, w odpowiedzi na to król skazał na wygnanie Jakuba i sufragana krakowskiego który udzielił mu sakry biskupiej. Interweniował w tej sprawie jeszcze legat papieski, ale ostatecznie papież 16 stycznia 1462 roku cofnął nominację Jakubowi z Sienna, na co wpływ miało też poparcie króla jakie otrzymał od prymasa i biskupów. W styczniu 1463 na sejmie w Piotrkowie Trybunalskim Jakub ukorzył się przed królem i zrzekł się biskupstwa krakowskiego. Od papieża Piusa II Jakub otrzymał wysokie odszkodowanie, a z woli króla w marcu 1465 otrzymał biskupstwo włocławskie.
W tym samym roku reprezentował króla podczas rozmów z zakonem krzyżackim w Toruniu kończących wojnę trzynastoletnią. Był sygnatariuszem i gwarantem. aktu pokoju toruńskiego 1466 roku. We Włocławku i w Gnieźnie ufundował dębowe stalle oraz bogate sprzęty liturgiczne. Część swojego księgozbioru zapisał w testamencie Akademii Krakowskiej. Pochowany został w katedrze gnieźnieńskiej. Ufundował krzyż na belce tęczowej katedry, istniejący do dziś.